# Пјетра ла Кроче (Анкона)
Пјетра ла Кроче (итал. Pietra la Croce) насеље је у Италији у округу Анкона, региону Марке.
Према процени из 2011. у насељу је живело 3815 становника. Насеље се налази на надморској висини од 167 м.